# 陶恩培
陶 恩培（とう おんばい、Tao Enpei、1801年 - 1855年）は、清末の官僚。字は益之。浙江省山陰県出身。

## 生涯
1835年に進士になり、庶吉士に選ばれ、編修となった。その後湖南省衡州知府となり、1851年に民衆蜂起を鎮圧して道員に昇進した。1852年、太平天国軍が湖南省に北上すると防備を固めた。そのため太平天国軍は衡州を避け、安全が守られた。1853年、湖南按察使に抜擢され、各地の天地会の蜂起軍を破った。その後山西布政使に昇進し、江蘇布政使に遷った。
1854年には湖北巡撫に昇進した。当時、清軍は武漢三鎮を太平天国軍から奪回していたが、漢陽・漢口を再び奪われ、武昌は孤立した。しかし道員李孟群・知府彭玉麟の水軍と按察使胡林翼の陸軍が援軍に来て、撃退に成功した。ところが太平天国軍の側も石達開が率いる援軍が来て猛攻を加えたため、ついに武昌は陥落し、陶恩培は自殺した。死後、文節の諡号が贈られた。